# Bielefelder SpVgg
Die Bielefelder SpVgg (offiziell: Bielefelder Spielvereinigung 06/07 e.V.) war ein Sportverein aus Bielefeld. Die erste Handballmannschaft spielte ab 1939 in der seinerzeit erstklassigen Gauliga Westfalen.

## Geschichte
Der Verein entstand im Jahre 1925 durch die Fusion des Spielverein 06 Bielefeld mit dem im Jahre 1907 gegründeten 1. Bielefelder SC Eintracht. Der Spielverein entstand vier Jahre zuvor durch die Fusion des 1906 gegründeten SC Concordia Bielefeld mit dem 1911 gegründeten SV Teutonia Bielefeld. Fusionspartner Eintracht ist nicht mit dem heutigen TuS Eintracht Bielefeld zu verwechseln. Im Jahre 1926 schlossen sich die Sportfreunde Sieker der Spielvereinigung an. Sieben Jahre später schlossen sich der Großteil der Mitglieder des Arbeitersportvereins FTSV Fichte Bielefeld der Bielefelder SpVgg an, nachdem Fichte von den Nationalsozialisten verboten wurde. 1945 wurde der FTSV Fichte neu gegründet und fusionierte mit der Bielefelder SpVgg zur SpVgg Fichte Bielefeld.

### Handball
Die Wurzeln der Handballabteilung finden sich im Jahre 1923, als Mitglieder des Stammvereins 1. Bielefelder SC Eintracht in Olderdissen erste Spiele unternahmen. Ein Jahr später wurde offizielle eine Handballabteilung gegründet. Das erste Spiel wurde gegen Arminia Bielefeld mit 3:1 gewonnen. Nach einigen Jahren auf dem Kesselbrink zog der Verein 1927 in das Stadion Mühlenstraße, heute der Nebenplatz des Stadions Rußheide. Mitte der 1930er Jahre begann die erfolgreichste Zeit. Nach der Kreismeisterschaft 1936 wurden die Bielefelder drei Jahre später Bezirksmeister und nahm an der Aufstiegsrunde zur Gauliga Westfalen teil. Durch einen 10:7-Sieg beim MSV Rheine am letzten Spieltag wurde der Aufstieg perfekt gemacht. 1943 wurde der Spielbetrieb eingestellt, nachdem die Bielefelder in der Saison 1942/43 Vizemeister der Gruppe Nord hinter dem MSV Hindenburg Minden wurden.

### Fußball
Die Fußballer erreichte im Jahre 1926 erstmals die Aufstiegsrunde zur damals erstklassigen 1. Bezirksklasse Westfalen, scheiterte jedoch am SC Münster 08. Kurioserweise verloren die Bielefelder ihre Heimspiele gegen Münster und die SpVgg Herten, konnte aber beide Auswärtsspiele gewinnen. Zwei Jahre später gelang den Aufstieg in die 1. Bezirksklasse. Dabei setzte sich die Mannschaft in den Aufstiegsspielen deutlich gegen den SV Paderborn durch. Einem 2:0 im Hinspiel folgte ein 6:1-Sieg beim Rückspiel in Paderborn. Wegen einer Ligareform stieg die Spielvereinigung zwar sofort wieder ab, schaffte aber schon in der nächsten Spielzeit den Wiederaufstieg. In der Saison 1931/32 gelang ein überraschender 3:2-Sieg beim Lokalrivalen Arminia Bielefeld. Ab 1933 spielte die SpVgg in der zweitklassigen Bezirksklasse Ostwestfalen weiter, aus der man 1937 abstieg.